# Vie privée (1962)
Vie privée is een Franse dramafilm uit 1962 onder regie van Louis Malle.

## Verhaal
Jill groeit door een paar filmrollen uit van een simpel meisje tot een echt sekssymbool. Ze wordt voortdurend lastiggevallen door bewonderaars en door de sensatiepers.

## Rolverdeling
| Acteur               | Personage     |
| -------------------- | ------------- |
| Brigitte Bardot      | Jill          |
| Marcello Mastroianni | Fabio Rinaldi |
| Nicolas Bataille     | Edmond        |
| Dirk Sanders         | Dick          |
| Jacqueline Doyen     | Juliette      |
| Paul Sorèze          | Maxime        |
| Éléonore Hirt        | Cécile        |
| Gloria France        | Anna          |
| Ursula Kubler        | Carla         |
| Gregor von Rezzori   | Gricha        |